# HD 12661 b
HD 12661 b è un pianeta extrasolare in orbita attorno alla stella HD 12661. Si tratta di un gigante gassoso avente una massa due volte e mezzo quella di Giove, posto in un'orbita eccentrica nella zona abitabile del sistema; qualora il pianeta avesse dei satelliti dotati di atmosfera, questi potrebbero tranquillamente ospitare la vita.